# Regionalwahlkreis Thermenregion
Der Regionalwahlkreis Thermenregion (Wahlkreis 3F) ist ein Regionalwahlkreis in Österreich, der bei Wahlen zum Nationalrat für die Vergabe der Mandate im ersten Ermittlungsverfahren gebildet wird. Der Wahlkreis umschließt die politischen Bezirke Baden und Mödling.
Bei der Nationalratswahl 2019 waren im Regionalwahlkreis Thermenregion 197.030 Personen wahlberechtigt, wobei bei der Wahl die Österreichische Volkspartei (ÖVP) mit 35,9 % als stärkste Partei hervorging. Von den fünf zu vergebenden Grundmandaten entfielen zwei Mandate auf die ÖVP und eines auf die Sozialdemokratische Partei Österreichs (SPÖ).

## Geschichte
Nach dem Ende des Staates Österreich-Ungarn wurde für das Gebiet von Niederösterreich mit der Wahlordnung 1918 für die Wahl der konstituierenden Nationalversammlung mehrere Wahlkreise geschaffen, wobei das Gebiet des heutigen Wahlkreises Thermenregion Teil des neu geschaffenen Wahlkreises Viertel unterm Wienerwald war. Nachdem die Wahlordnung von 1923 von der austrofaschistischen Regierung 1934 außer Kraft gesetzt worden war, wurde die ursprüngliche Einteilung der Wahlkreise nach dem Zweiten Weltkrieg mit dem Verfassungsgesetz vom 19. Oktober 1945 weitgehend wieder eingeführt. In der Folge war der Wahlkreis Viertel unterm Wienerwald mehrmals von Gebietsverschiebungen betroffen, bis durch die Nationalrats-Wahlordnung 1971 eine tiefgreifende Wahlkreisreform erfolgte. Durch die Nationalrats-Wahlordnung 1971 wurde Anzahl der Wahlkreise in Österreich auf nur noch neun reduziert. Für das Bundesland Niederösterreich bestand in der Folge nur noch ein Wahlkreis, der Wahlkreis Niederösterreich (Wahlkreis 3). Mit Inkrafttreten der Nationalrats-Wahlordnung 1992 wurde das österreichische Bundesgebiet schließlich in 43 Regionalwahlkreise unterteilt und somit ein drittes Ermittlungsverfahren eingeführt, wobei die Bezirke Mödling und Wien-Umgebung zum Regionalwahlkreis Wien Umgebung zusammengefasst wurden und die Bezirke Baden und Bruck an der Leitha den Regionalwahlkreis Niederösterreich Süd-Ost bildeten. Im Zusammenhang mit der Auflösung des Bezirks Wien-Umgebung zum 1. Jänner 2017 erfolgte vor der Nationalratswahl 2017 eine Neuzuordnung von Bezirken zu Regionalwahlkreisen. Dabei wurden die Regionalwahlkreise Niederösterreich Süd-Ost und Wien Umgebung aufgelöst und die Regionalwahlkreise Thermenregion und Niederösterreich Ost neu gebildet. Dem Regionalwahlkreis Thermenregion wurden dabei fünf Mandate zugewiesen.
Bei den bisher in diesem Wahlkreis stattgefundenen zwei Nationalratswahlen belegte jeweils die ÖVP den ersten, die SPÖ den zweiten und die Freiheitliche Partei Österreichs (FPÖ) den dritten Platz.

## Wahlergebnisse
| 15. Oktober 2017   |   | Stimmenanteile (%) | 26,9 | 31,6 | 23,4 | 3,6  | 6,9  | 5,6 | 2,0 |
| 15. Oktober 2017   | 5 | Grundmandate       | 1    | 1    | 1    | 0    | 0    | 0   | 0   |
| 29. September 2019 |   | Stimmenanteile (%) | 20,6 | 35,9 | 14,8 | 14,4 | 11,0 | 2,2 | 1,0 |
| 29. September 2019 | 5 | Grundmandate       | 1    | 2    | 0    | 0    | 0    | 0   | 0   |
| 29. September 2024 |   | Stimmenanteile (%) | 24,1 | 25,3 | 25,2 | 8,3  | 11,8 | -   | 5,2 |
| 29. September 2024 | 6 | Grundmandate       | 1    | 1    | 1    | 0    | 0    | -   | 0   |